# Rhönit
Rhönit ist ein selten vorkommendes Mineral aus der Abteilung der Kettensilikate und Bandsilikate (Inosilikate) innerhalb der Mineralklasse der „Silikate und Germanate“. Es kristallisiert im triklinen Kristallsystem mit der chemischen Zusammensetzung Ca2(Mg,Fe2+)4TiFe3+[O2|Al3Si3O18] und ist damit ein komplexes Alumosilikat mit zusätzlichen Sauerstoffionen und den Kationen Calcium, Magnesium, Titan und Eisen in der Oxidationsstufe 3+. Das in der Formel enthaltene Magnesium kann zudem teilweise durch Eisen in der Oxidationsstufe 2+ ersetzt (substituiert) sein, was mit den runden Klammern um die beiden Elemente angedeutet wird.
Rhönit entwickelt tafelige bis prismatische Kristalle von bis zu einigen Zentimetern Länge, findet sich aber auch in Form von skelettförmigen bis unregelmäßigen Körnern und in Mineral-Aggregaten. Die durchscheinenden bis undurchsichtigen Kristalle können von braunroter oder dunkelbrauner bis schwarzer Farbe sein und weisen auf den Oberflächen einen halbmetallischen Glanz auf.

## Etymologie und Geschichte
Als eigenständiges Mineral beschrieben wurde Rhönit im Jahre 1907 in Gesteinen aus den Schwarzen Bergen der Südrhön durch Julius Soellner (1874–1946), der das Mineral in der namensgebenden Rhön, einem Mittelgebirge im Grenzgebiet der deutschen Bundesländer Bayern, Hessen und Thüringen, entdeckte. Soellner hatte die entsprechenden Gesteinsvorkommen bereits im Jahre 1902 beschrieben, dabei aber das Mineral als den chromhaltigen Spinell Picotit fehlbestimmt. Im Jahre 1906 korrigierte er diesen Fehler zwar in einer Veröffentlichung, hielt das Mineral aber nunmehr für Aenigmatit.
Bereits im Jahre 1883 wurde eine Beschreibung des Minerals als Zerfallsprodukt basaltischer Hornblende in Basaltgesteinen aus der Rhön veröffentlicht, wobei allerdings offengelassen wurde, ob es sich hierbei um ein neues Mineral oder doch lediglich um eine Neubildung von Hornblende handeln würde, da die damals verfügbaren Analysen noch keine sichere Aussage über die Natur des Minerals ermöglichten.

## Klassifikation
Bereits in der veralteten, aber teilweise noch gebräuchlichen 8. Auflage der Mineralsystematik nach Strunz gehörte der Rhönit zur Mineralklasse der „Silikate und Germanate“ und dort zur Abteilung der „Kettensilikate und Bandsilikate (Inosilikate)“, wo er zusammen mit Aenigmatit, Deerit, Hainit, Howieit, Magbasit und Tinaksit die „Aenigmatit-Gruppe“ mit der System-Nr. VIII/D.07 bildete.
Im zuletzt 2018 überarbeiteten und aktualisierten Lapis-Mineralienverzeichnis nach Stefan Weiß, das sich aus Rücksicht auf private Sammler und institutionelle Sammlungen noch nach dieser klassischen Systematik von Karl Hugo Strunz richtet, erhielt das Mineral die System- und Mineral-Nr. VIII/F.14-50. In der „Lapis-Systematik“ entspricht dies ebenfalls der Abteilung „Ketten- und Bandsilikste“ (Verzweigte Ketten), wo Rhönit zusammen mit Addibischoffit, Aenigmatit, Dorrit, Høgtuvait, Khesinit, Krinovit, Kuratit, Makarochkinit, Serendibit, Warkit, Welshit und Wilkinsonit die „Aenigmatit-Gruppe“ bildet.
Die seit 2001 gültige und von der International Mineralogical Association (IMA) bis 2009 aktualisierte 9. Auflage der Strunz’schen Mineralsystematik ordnet den Rhönit ebenfalls in die Abteilung der „Ketten- und Bandsilikate“ ein. Diese ist allerdings weiter unterteilt nach der Struktur der Ketten, so dass das Mineral entsprechend seinem Aufbau in der Unterabteilung „Ketten- und Bandsilikate mit 4-periodischen Einfachketten, Si4O12“ zu finden ist, wo es zusammen mit Aenigmatit, Baykovit, Dorrit, Høgtuvait, Khmaralith, Krinovit, Makarochkinit, Sapphirin, Serendibit, Welshit und Wilkinsonit die unbenannte Gruppe 9.DH.45 bildet.
Auch die vorwiegend im englischen Sprachraum gebräuchliche Systematik der Minerale nach Dana ordnet den Rhönit in die Klasse der „Silikate und Germanate“ und dort in die Abteilung der „Kettensilikate: Ketten mit Seitenzweigen oder Schleifen“ ein. Hier ist er in der „Aenigmatit und verwandte Arten (Aenigmatit-Untergruppe)“ mit der System-Nr. 69.02.01a innerhalb der Unterabteilung „Kettensilikate: Ketten mit Seitenzweigen oder Schleifen mit P>2“ zu finden.

## Kristallstruktur
Rhönit kristallisiert triklin in der Raumgruppe P1 (Raumgruppen-Nr. 2) mit den Gitterparametern a = 10,43 Å; b = 10,81 Å; c = 8,93 Å; α = 105,9°; β = 96,1° und γ = 124,8° sowie zwei Formeleinheiten pro Elementarzelle.

## Bildung und Fundorte

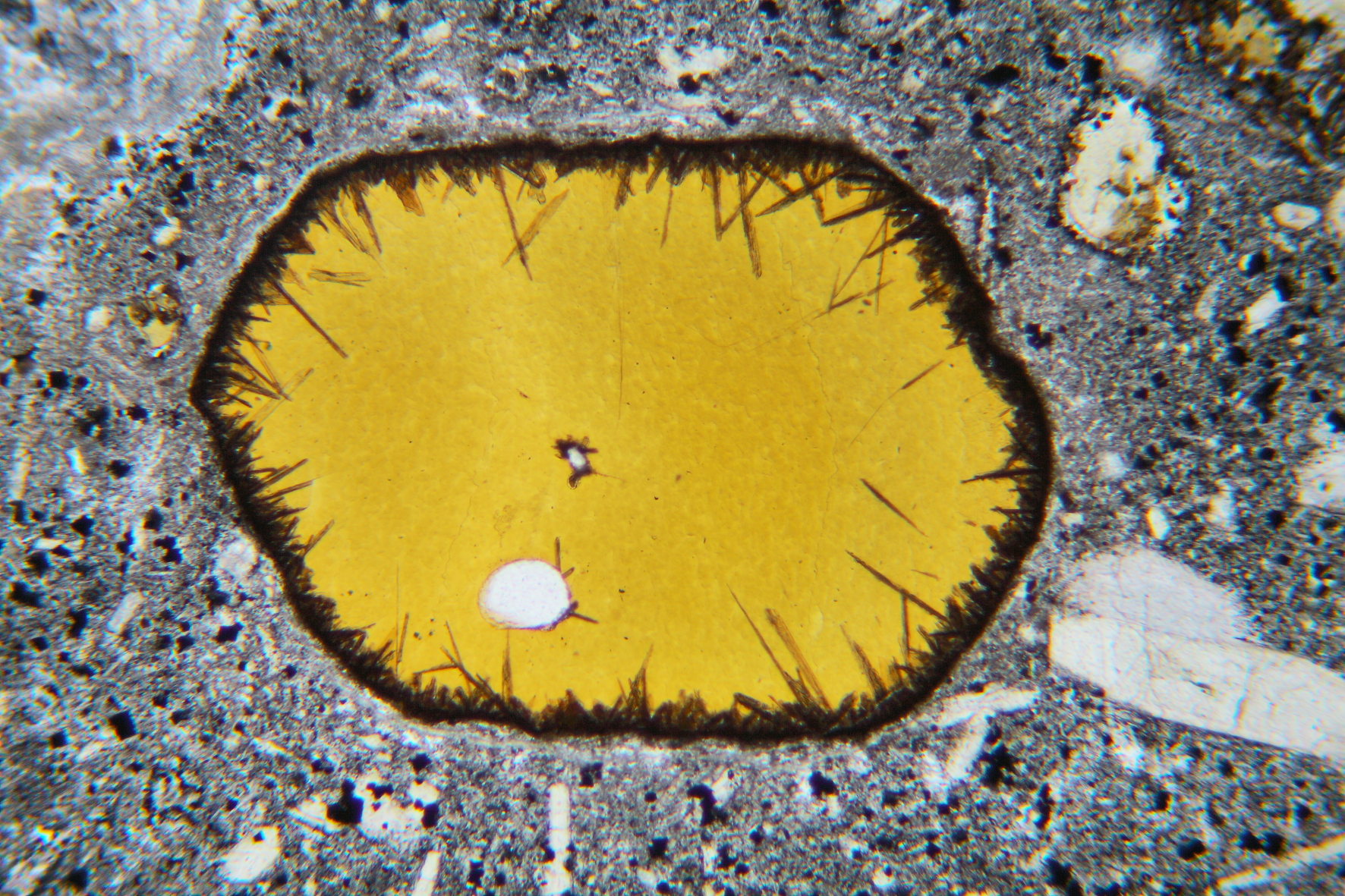
Beginnende Umwandlung von Biotit in Rhönit (spießige, braune Kristalle, die von den Außenkanten nach innen wachsen) in einem Basalt. Dünnschliff, linear-polarisiertes Licht

Rhönit bildet sich entweder primär in siliciumuntersättigten, alkalischen und mafischen, magmatischen Gesteinen oder sekundär durch Opacitisierung von Amphibolen oder Biotit. Eine weitere Bildungsmöglichkeit besteht in der Kontaktzone von alkalischen Basalten zu Kalksteinen. Als Begleitminerale können unter anderem titanhaltiger Augit, Diopsid, verschiedene alkalische Feldspate, Forsterit, Kaersutit, titanhaltiger Magnetit, Magnesioferrit, Perowskit und Spinell auftreten.
Als seltene Mineralbildung konnte Rhönit nur an wenigen Fundorten nachgewiesen werden, wobei bisher (Stand 2015) rund 40 Fundorte bekannt sind. Neben seiner Typlokalität in der Rhön nahe Fulda fand sich das Mineral in Deutschland noch in einem Basalt-Steinbruch bei Gonterskirchen im Vogelsberg in Hessen, bei Scharnhausen in Baden-Württemberg und an mehreren Orten in der rheinland-pfälzischen Vulkaneifel. Zu diesen zählen der Nickenicher Sattel und der Tönchesberg im Kreis Andernach, der Nerother Kopf und der Emmelberg nahe Üdersdorf im Kreis Daun, der Niveligsberg in der Gemeinde Drees, der Steinbruch „Caspar“ am Ettringer Bellerberg, der Kunkskopf und der Veitskopf in der Gemeinde Wassenach sowie die Eiterköpfe, der Karmelenberg und die Wannenköpfe in der Gemeinde Ochtendung.
Der bisher einzige bekannte Fundort in Österreich ist ein Basalt-Steinbruch am Pauliberg im mittleren Burgenland.
Weitere Fundorte liegen unter anderem auf der Hut-Point-Halbinsel und am Mount Sidley in der Antarktis; in einem Steinbruch westlich von Scottsdale auf der australischen Insel Tasmanien; in den französischen Gemeinden Murol, Alissas und Freyssenet; auf Arnold Eschers Land im Verwaltungsbezirk Tunu auf Grönland; im Karancs-Medves-Gebiet (Nördliches Ungarisches Mittelgebirge) und im Balaton-Hochland in Ungarn; am Ätna auf der italienischen Insel Sizilien; auf der Insel Dogo in der japanischen Präfektur Shimane; am „Pulling Point“ bei Dunedin auf der Südinsel Neuseelands; im Okres Lučenec und im Okres Rimavská Sobota in der Slowakei; in den Basanit-Lavafeldern El Sebadal und La Isleta nahe der Stadt Las Palmas de Gran Canaria auf Gran Canaria in Spanien; in der River Ranch Mine bei Beitbridge in Simbabwe sowie auf der Insel Kauaʻi (Hawaii) und am Fundpunkt „159“ im Big-Bend-Nationalpark (Texas) in den Vereinigten Staaten von Amerika.
Des Weiteren wurde Rhönit auch in verschiedenen Meteoriten nachgewiesen wie dem bei D’Orbigny in der argentinischen Provinz Buenos Aires entdeckten Steinmeteoriten (D’Orbigny-Meteorit), dem im Gebiet Pawlodar in Kasachstan gefallenen Efremovka-Meteoriten, dem in Pueblito de Allende im mexikanischen Bundesstaat Chihuahua niedergegangenen Allende-Meteoriten, dem in der marokkanischen Provinz Zagora niedergegangenen Steinmeteoriten „NWA 4590“ und dem in der Sahara gefallenen Steinmeteoriten 99555.